# Demonic Verses (Blessed Are Those Who Kill Jesus)
Demonic Verses (Blessed Are Those Who Kill Jesus) – trzeci album studyjny polskiej grupy muzycznej Nomad. Wydawnictwo ukazało się w 2004 roku nakładem wytwórni muzycznej Baphomet Records. Nagrania zostały zarejestrowane i zmiksowane w lubelskich Henrdix Studios we współpracy z producentem muzycznym Arkadiuszem "Maltą" Malczewskim pomiędzy styczniem a marcem 2002 roku. Mastering wszystkich kompozycji wykonał Grzegorz Piwkowski w warszawskim High End Audio w kwietniu 2002 roku. 

## Lista utworów
Opracowano na podstawie materiału źródłowego.
1. "Demonic Verses" (sł. Bleyzabel, muz. Patrick, Bleyzabel, Nameless, Domin, Herman) - 02:43
2. "The Branch of Cool Progeny" (sł. Bleyzabel, muz. Patrick, Bleyzabel, Nameless, Domin, Herman) - 04:34
3. "Raging Arsenal of Waves" (sł. Bleyzabel, muz. Patrick, Bleyzabel, Nameless, Domin, Herman) - 04:17
4. "Blazing Mind" (sł. Bleyzabel, muz. Patrick, Bleyzabel, Nameless, Domin, Herman) - 04:24
5. "Insurrection" (sł. Bleyzabel, muz. Patrick, Bleyzabel, Nameless, Domin, Herman) - 08:10
6. "My Key" (sł. Bleyzabel, muz. Patrick, Bleyzabel, Nameless, Domin, Herman) - 04:07
7. "In the King's Hands" (sł. Bleyzabel, muz. Patrick, Bleyzabel, Nameless, Domin, Herman) - 06:43
8. "The Symphony of Demonic Sounds" (sł. Bleyzabel, muz. Patrick, Bleyzabel, Nameless, Domin, Herman) - 06:20

## Twórcy
Opracowano na podstawie materiału źródłowego.
| - Bleyzabel - wokal prowadzący - Patrick - gitara prowadząca, gitara rytmiczna - Nameless - gitara prowadząca, gitara rytmiczna - Herman - gitara basowa | - Domin - perkusja - Tomasz "Graal" Daniłowicz - okładka, oprawa graficzna - Arkadiusz "Malta" Malczewski - inżynieria dźwięku, miksowanie - Grzegorz Piwkowski - mastering |